# Jean-Claude Roché
 (avril 2025).
Pour les articles homonymes, voir Roché.
Jean-Claude Roché (parfois dit Jean Roché), né le 11 mai 1931 à Boulogne-Billancourt et mort le 1er avril 2025 à Elven en Bretagne, est un ornithologue et bioacousticien français.

## Biographie
Jean-Claude Roché est le fils de Denise Renard (1894-1982) et du collectionneur d'art et écrivain Henri-Pierre Roché. Dès l'enfance, il se passionne pour l'observation de la nature et étudie les Souvenirs entomologiques de Jean-Henri Fabre. Dans sa jeunesse, il fréquente le biologiste Jean Rostand, et entreprend de photographier, filmer et enregistrer les animaux, notamment les oiseaux. 
En 1958, il publie aux disques Pacific le 33 tours Oiseaux de Camargue, qui obtient le prix de l'Académie Charles-Cros, catégorie documentaire. En 1961, François Truffaut produit son court-métrage Vie d'insectes, un documentaire d'une durée de 14 minutes, qui est distribué en complément de programme du film Jules et Jim. De 1964 à 1966, il produit à compte d'auteur un Guide sonore des oiseaux de France en 27 disques 45 tours. 
Après être devenu éditeur de disques (de musique et de contes pour enfants) dans les années 1970, il crée en 1985 la maison Sittelle, qui publie, sous forme de cassettes, de CD audio et de CD-Rom, des anthologies de chants d'oiseaux et de cris d'animaux, des paysages sonores, et surtout un guide d'identification sonore exhaustif, en quatre CD accompagnés de livrets bilingues, Tous les oiseaux d'Europe (All the birds of Britain and Europe), en 1990. Cet ouvrage de référence lui vaut un nouveau prix de l'Académie Charles-Cros. Il fonde la même année 1990 le Centre d'Études Bioacoustiques Alpin (CEBA) qui conçoit et commercialise du matériel spécialisé pour l'enregistrement dans la nature, comme des réflecteurs paraboliques, ou des détecteurs-transcodeurs permettant de capter les ultrasons des chauves-souris. 
Au fil des ans Jean-Claude Roché a constitué une sonothèque de plus de 27 000 prises de son, et produit plus de 200 ouvrages audio, dont une centaine sur CD. Il s'est séparé de Sittelle et du CEBA en 2010. Ses disques sont maintenant repris par les éditions Frémeaux.